# Fíbula (ornamento)

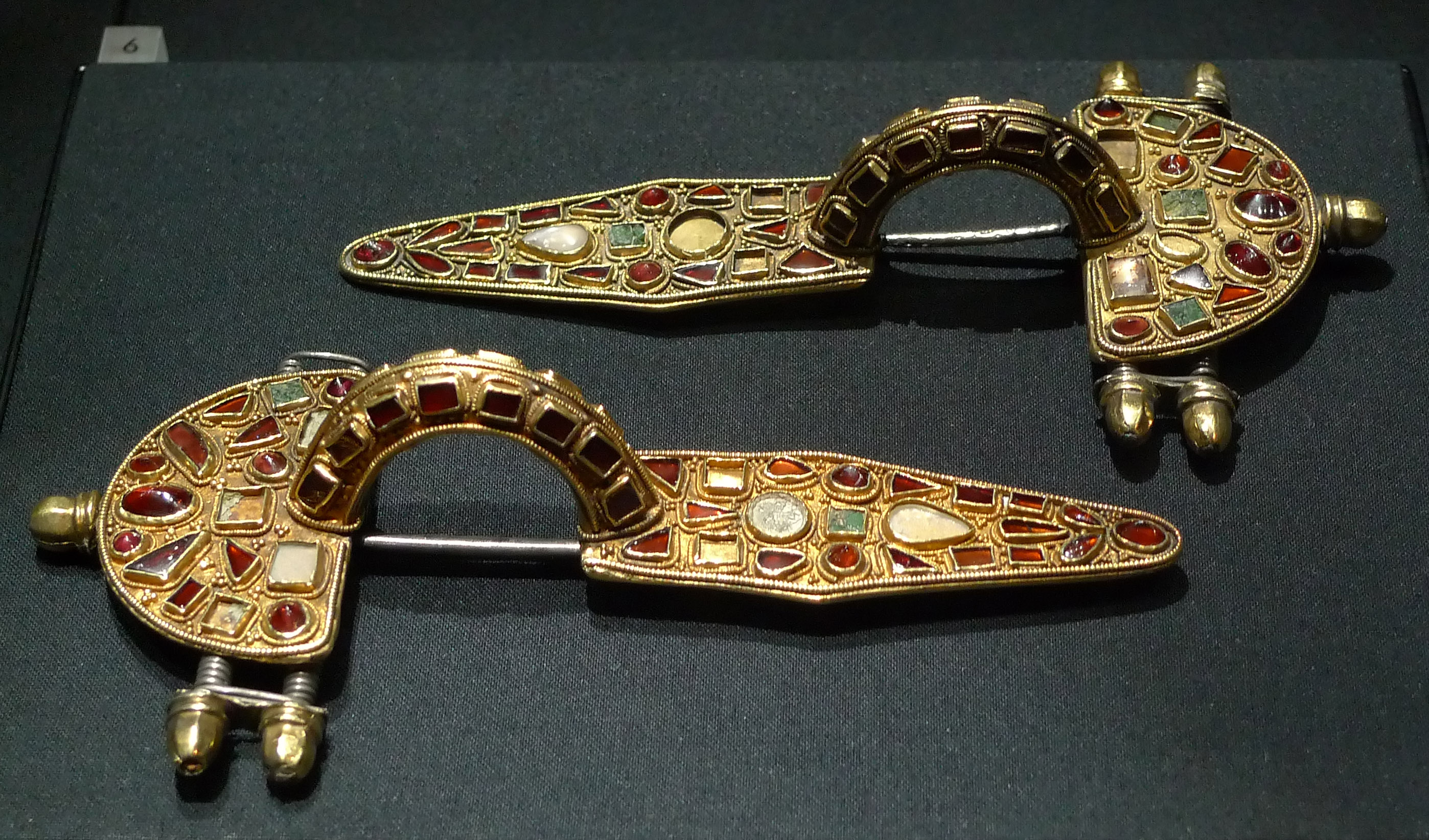
Fíbulas germânicas do século V.

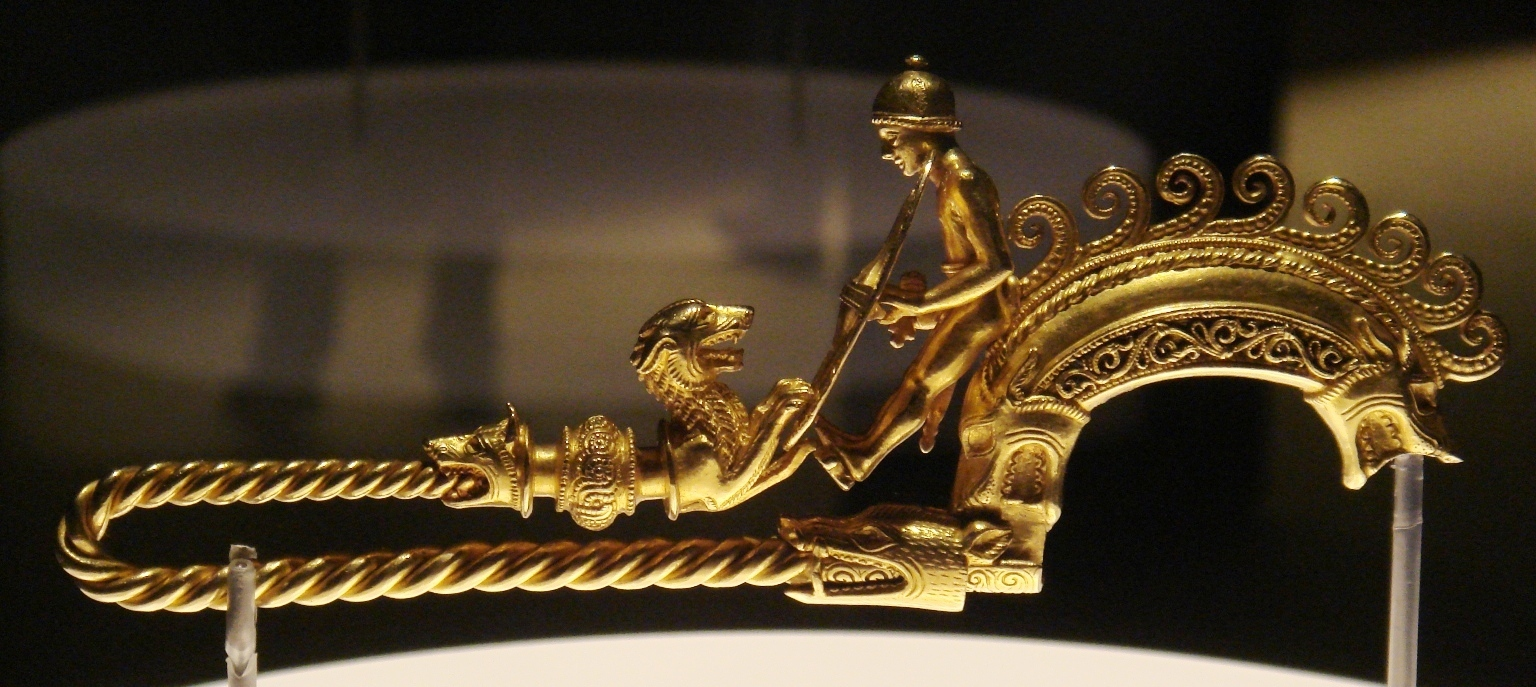
Fíbula de Bragança, pertencente à casa de Bragança, atualmente no Museu Britânico

Fíbula é um alfinete de peito da antiguidade. Tecnicamente, o termo latim fibulae é referente apenas aos alfinetes romanos; no entanto o termo é amplamente usado para denominar alfinetes de da toda a arte da antiguidade e paleocristã que manteve as formas romanas. Ao contrário dos alfinetes contemporâneos, as fíbulas não eram apenas decorativas, servindo para apertar peças de vestuário como capas. As fíbulas vieram substituir os alfinetes simples, usados desde o Neolítico durante a Idade do Bronze. Durante a Idade Média, esta função foi substituída em larga escala pelo uso de botões. O seu sucessor, o alfinete de segurança, ainda hoje é usado
.
Existem centenas de diferentes tipos de fíbulas. São normalmente divididas em famílias com base em períodos históricos, na geografia e/ou nas culturas de origem. São também divididas em classes de acordo com a forma geral.

## Construção
A maior parte das fíbulas são feitas de bronze, ferro ou ambos. Algumas são feitas de metais preciosos, como prata ou ouro. A maior parte consiste em apenas uma ou duas peças. Muitas das fíbulas são decoradas com esmalte, pedras semi-preciosas, vidro, coral ou osso.
As fíbulas são compostas por quatro componentes: corpo, alfinete, mola e dobradiça.